# SZ Геркулеса
SZ Геркулеса (лат. SZ Herculis) — кратная звезда в созвездии Геркулеса на расстоянии приблизительно 822 световых лет (около 252 парсек) от Солнца. Видимая звёздная величина звезды — от +11,87m до +9,86m.
Пара первого и второго компонентов — двойная затменная переменная звезда типа Алголя (EA). Орбитальный период — около 0,8181 суток (19,634 часа).
Открыта Витольдом Карловичем Цераским в 1908 году и Нильсом Дюнером в 1909 году*.

## Характеристики
Первый компонент — жёлто-белая звезда спектрального класса F0V, или A5V. Масса — около 1,4 солнечной, радиус — около 1,773 солнечного, светимость — около 8,24 солнечной. Эффективная температура — около 6651 K.
Второй компонент — жёлтая звезда спектрального класса G8-9. Масса — около 0,77 солнечной, радиус — около 1,55 солнечного, светимость — около 1,1 солнечной. Эффективная температура — около 4881 K*.
Третий компонент — красный карлик спектрального класса M6-7*. Масса — около 0,22 солнечной, радиус — около 0,23 солнечного. Эффективная температура — около 3018 K*. Орбитальный период — около 85,8 года*. Удалён в среднем на 26,6 а.е.*.
Четвёртый компонент — красный карлик спектрального класса M6-7*. Масса — около 0,19 солнечной, радиус — около 0,2 солнечного. Эффективная температура — около 3008 K*. Орбитальный период — около 42,5 года*. Удалён в среднем на 16,6 а.е*.

## Планетная система
В 2019 году учёными, анализирующими данные проектов HIPPARCOS и Gaia, у звезды обнаружена планета.